# عمار المحجوبي
عمار المحجوبي ولد بالحامة في 6 نوفمبر 1931، أستاذ التاريخ القديم بالجامعة التونسية، مؤرخ وعالم آثار تونسي متخصص في التاريخ الروماني.

## تكوينه
تلقى عمار المحجوبي تعليمه الثانوي بالمدرسة الصادقية، واختتمه عام 1951 وأحرز على الجزء الثاني من شهاداة الباكالوريا عام 1952 ثم التحق بـمعهد الدراسات العليا بتونس. وفي عام 1954 اتجه إلى فرنسا للدراسة بآكس أون بروفنس حيث أحرز على الأستاذية في التاريخ عام 1956. حاصل على دكتوراه المرحلة الثالثة من جامعة السوربون بباريس سنة 1961 وعلى دكتوراه دولة من نفس الجامعة في سنة 1974.
خصص الدكتور عمار المحجوبي العديد من الابحاث لدراسة ولايات إفريقيا الرومانية والممالك النوميدية. كما اهتم في ابحاثه الجامعية بدراسة فنون العمارة والنظم البلدّية في شمال أفريقيا القديمة وأشرف على العديد من الأطروحات التي نوقشت بالجامعة التونسية.[بحاجة لمصدر]

## مساره المهني
تولى عمار المحجوبي في ستينات القرن العشرين التنقيب في الموقع الأثري بكركوان بالوطن القبلي. وكان من الجيل الأول الذي التحق للتدريس بالجامعة التونسية. وقد عمل بكلية الآداب والعلوم الإنسانية بتونس، كما أسندت إليه إدارة قسم الآثار القديمة بالمعهد الوطني للتراث وإدارة دار المعلمين العليا والمعهد العالي لتاريخ الحركة الوطنية بتونس والمعهد العالي للتربية. كما اشتغل في وزارة الثقافة، حيث تولى عام 1987 رئاسة لجنة إسناد الجوائز، وفي عام 1988 عين ملحقا بديوان الوزير وهو أيضا عضو بالمجمع التونسي للعلوم والآداب والفنون «مؤسسة بيت الحكمة». تحصل سنة 1977 على درجة أستاذ متميز وهو بروفيسور في مادة التاريخ القديم بكلية العلوم الإنسانية والاجتماعية بتونس. كما درّس كأستاذ زائر بعدة جامعات عربية وأوروبيّة وشارك في أشغال عديد لجان إصلاح الجامعة التونسية والتعليم العالي.[بحاجة لمصدر]

## الأوسمة والتشريفات
- الصنف الأول من الوسام الوطني للاستحقاق (تونس).[بحاجة لمصدر]
- الصنف الثاني من وسام الجمهورية (تونس).[بحاجة لمصدر]
- الصنف الثاني من وسام الاستحقاق التربوي (تونس).[بحاجة لمصدر]
- فارس وسام الاستقلال (تونس).[بحاجة لمصدر]
- ميدالية وسام الشغل (تونس).[بحاجة لمصدر]
- آمر وسام الاستحقاق الوطني (الجزائر).[بحاجة لمصدر]
- ضابط وسام السعفات الأكاديمية (فرنسا).

## منشوراته
نشر عمار المحجوبي العديد من البحوث في كتب جماعية أو في مجلات متخصصة من بينها: إفريقيا الرومانية (L’Africa romana) وإفريقيا (Africa). كما ألف الكتب التالية:
- Les cités romaines de Tunisie (المدن الرومانية بالبلاد التونسية)، الشركة التونسية للتوزيع، تونس 1967، 157 ص.
- Histoire Générale de la Tunisie, I, l’Antiquité (التاريخ العام للبلاد التونسية، 1- العصر القديم) (بلاشتراك مع خالد بالخوجة والهادي سليم، الشركة التونسية للتوزيع، تونس 1968، 408 ص.
- La nécropole romaine de Raqqada (المقبرة الرومانية برقادة)، (بالاشتراك)، المعهد القومي للآثار والفنون، تونس، جزءان، ج 1: 1970، ج 2: 1973.
- Recherches d’histoire et d’Archéologie à Henchir el-Faouar, I : la cité des Belalitani Maiores (بحوث في التاريخ والآثار بهنشير الفوار، 1- مدينة البلاليتاني مايوراس)، منشورات كلية الآداب - تونس 1978، 550 ص.
- أبوليوس: صفحات مختارة بيت الحكمة، قرطاج، 1998، 84 ص.
- Villes et structures urbaines de la province romaine d’Afrique (المدن والهياكل الحضرية بولاية إفريقيا الرومانية)، مركز النشر الجامعي، تونس 2000، 255ص.
- La provincia Africa de l’occupation romaine à la fin de l’époque sévérienne 146 av. J.-C. – 235 ap. J.-C (ولاية إفريقيا من الاحتلال الروماني إلى نهاية العهد السويري 146 ق م- 235 ب م)، مركز النشر الجامعي، تونس 2005، 207 ص.
- Cités antiques de Tunisie (المدن التونسية خلال الفترة القديمة)، وكالة احياء التراث والتنمية الثقافية، تونس 2004، 180 ص.
- La Tunisie à l'époque romaine (تونس خلال الفترة الرومانية), دار ابن زيدون، تونس، 2005
- البلاد التونسية في العهد الروماني، دار تبر الزمان، تونس، 2016[4]
- Mélanges d'histoire ancienne (مقالات في التاريخ القديم)، مؤسسة ليدرز، تونس، 2020